# Cromossomo

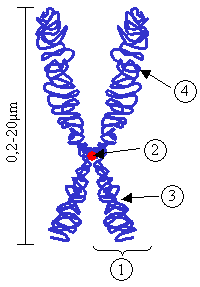
Figura 1:: Cromossomo. (1) Cromatídeo. Cada um dos dois braços idênticos dum cromossoma depois da fase S. (2) Centrómero. O ponto de ligação de dois cromatídeos, onde se ligam os microtúbulos. (3) Braço curto. (4) Braço longo.

Um cromossomo (português brasileiro) ou cromossoma (português europeu) (em grego clássico: χρώμα; romaniz.: -τος: chroma; lit.  "cor" e em grego clássico: σώμα; romaniz.: -τος: soma – trad.: “lit.  "corpo"  ou "elemento"”) é uma estrutura altamente organizada de uma célula, que contém o material genético de um organismo.
Cada cromossomo é formado a partir de uma única molécula de DNA extremamente longa, que contém vários genes e outras sequências de nucleótidos (nucleotídeos) com funções específicas nas células dos seres vivos.
Está intimamente relacionado à determinação do sexo e a herança genética. Muitas células características dos corpos dos eucariontes apresentam pares de cromossomos, essa condição é denominada estado diplóide (2n), são as células somáticas com 23 pares de cromossomos, totalizando 46 cromossomos; enquanto que as células sexuais ou gametas apresentam apenas uma cópia de cada cromossomo, ou seja 23 cromossomos no total, condição haplóide (n).
Cada par de cromossomo é diferente um do outro e diferentes pares de cromossomos tem diferentes conjuntos de genes. Os cromossomos membros de um par são homólogos, tem conjuntos iguais de genes, já os cromossomos de pares diferentes são denominados cromossomos heterólogos.
Nos cromossomas dos eucariontes, o DNA encontra-se numa forma semi-ordenada dentro do núcleo celular, agregado a proteínas estruturais, as histonas (Fig. 1), e toma a designação de cromatina. Os procariontes não possuem histonas nem núcleo. Na sua forma não-condensada, o DNA pode sofrer transcrição, regulação e replicação.
Durante a mitose (ver divisão celular), os cromossomos encontram-se condensados e têm o nome de cromossomos metafásicos e é a única ocasião em que se podem observar com um microscópio óptico.

## História
Um dos primeiros investigadores que observaram cromossomas foi Karl Wilhelm von Nägeli em 1842 e o seu comportamento foi descrito em detalhe por Walther Flemming em 1882. Os cientistas alemães Schleiden, Virchow e Bütschli estiveram entre os primeiros cientistas que reconheceram as estruturas agora familiares como cromossomos.
Em uma série de experimentos iniciados em meados da década de 1880, Theodor Boveri deu contribuições definitivas para elucidar que os cromossomos são os vetores da hereditariedade, com duas noções que ficaram conhecidas como "continuidade cromossômica" e "individualidade cromossômica". Wilhelm Roux sugeriu que cada cromossomo carrega uma configuração genética diferente, e Boveri foi capaz de testar e confirmar essa hipótese. Auxiliado pela redescoberta no início dos anos 1900 do trabalho anterior de Mendel, foi capaz de apontar a conexão entre as leis de hereditariedade e o comportamento dos cromossomos. Boveri influenciou duas gerações de citologistas americanos: Edmund Beecher Wilson, Nettie Stevens, Walter Sutton e Theophilus Painter foram todos influenciados por Boveri (Wilson, Stevens e Painter realmente trabalharam com ele).
Em seu famoso livro The Cell in Development and Heredity, Wilson relacionou o trabalho independente de Boveri e Sutton (ambos por volta de 1902) e nomeou a teoria como teoria cromossômica de Boveri-Sutton (os nomes às vezes são invertidos). Ernst Mayr observa que a teoria foi fortemente contestada por alguns geneticistas famosos: William Bateson, Wilhelm Johannsen, Richard Goldschmidt e T.H. Morgan, com uma mentalidade bastante dogmática. Eventualmente, em 1910, a prova completa veio de mapas de cromossomos no próprio laboratório de Morgan.
Edmund Beecher Wilson constatou que o comportamento dos cromossomos durante a meiose poderia ser responsável pela herança do sexo.
O numero de cromossomos humanos foi publicado em 1923 por Theophilus Painter. Pela inspeção ao microscópio, ele contou 24 pares, o que significaria 48 cromossomos. Seu erro foi copiado por outros e só em 1956 o número verdadeiro, 46, foi determinado por citogeneticista nascido na Indonésia Joe Hin Tjio.

## Cromossomos dos procariontes
Os procariontes — bactérias e arqueias — normalmente têm um único cromossomo circular, mas existem muitas variações. Os cromossomos da maioria das bactérias, que alguns autores preferem chamar de genóforos, podem variar de 130.000 pares de bases nas bactérias endossimbióticas Candidatus Hodgkinia cicadicola e Candidatus Tremblaya princeps, a mais de 14.000.000 pares de bases na bactéria Sorangium cellulosum. Os espiroquetas do gênero Borrelia são uma exceção notável a esse arranjo, com bactérias como a Borrelia burgdorferi, a causa da doença de Lyme, contendo um único cromossomo linear.
O genoma da bactéria Escherichia coli possui um tamanho bastante característico; é um cromossomo circular único formado por 4.639.221 pares de bases de DNA agrupadas em 4.288 genes.
Assim como os cromossomos eucarióticos, os cromossomos procarióticos podem ser observados por microscópios; no entanto, devido ao seu tamanho, é necessário o uso de técnicas de microscopia eletrônica. A observação se torna mais precisa quando os cromossomos estão em maior grau de condensação, sendo possível observar mais facilmente suas estruturas. Em condições adequadas, cromossomos procariontes como de algumas bactérias se divide em um período curto de 20 á 30 minutos.

### Estruturas em sequências
Os cromossomos procarióticos têm menos estrutura baseada em sequência do que os eucariotos. As bactérias normalmente têm um ponto único (a origem de replicação) a partir do qual a replicação começa, enquanto algumas arqueias contêm múltiplas origens de replicação. Os genes em procariotos são frequentemente organizados em operons e geralmente não contêm íntrons, ao contrário dos eucariotos.
Vários genes de arqueias que codificam RNAt e RNAr possuem íntrons que são denominados íntrons de arqueias, uma vez que são processados por um mecanismo diferente daquele que processa os íntrons eucarióticos típicos.

### Empacotamento de DNA
Os procariontes não possuem núcleos. Em vez disso, seu DNA é organizado em uma estrutura chamada nucleoide. O nucleoide é uma estrutura distinta e ocupa uma região definida da célula bacteriana. Essa estrutura, entretanto, é dinâmica e é mantida e remodelada pelas ações de uma variedade de proteínas semelhantes às histonas, que se associam ao cromossomo bacteriano. Em arqueias, o DNA nos cromossomos é ainda mais organizado, com o DNA empacotado em estruturas semelhantes aos nucleossomos eucarióticos.
Certas bactérias também contêm plasmídeos ou outro DNA extracromossômico. Essas são estruturas circulares no citoplasma que contêm DNA celular e desempenham um papel na transferência horizontal de genes. Em procariotos (ver nucleoides) e vírus, o DNA é frequentemente densamente compactado e organizado; no caso de arqueias, por homologia com histonas eucarióticas, e no caso de bactérias, por proteínas semelhantes às histonas.
Os cromossomos bacterianos tendem a ficar presos à membrana plasmática da bactéria. Na aplicação de biologia molecular, isso permite o seu isolamento do DNA de plasmídeo por centrifugação de bactérias lisadas e peletização das membranas (e do DNA anexado).

## Cromossomos dos eucariontes
Os cromossomos em eucariotos são compostos de fibra de cromatina. A fibra de cromatina é composta por nucleossomos. As fibras de cromatina são empacotadas por proteínas em uma estrutura condensada chamada cromatina. A cromatina contém a grande maioria do DNA, mas uma pequena quantidade herdada da mãe pode ser encontrada na mitocôndria. A cromatina está presente na maioria das células, com algumas exceções, por exemplo, nos glóbulos vermelhos.

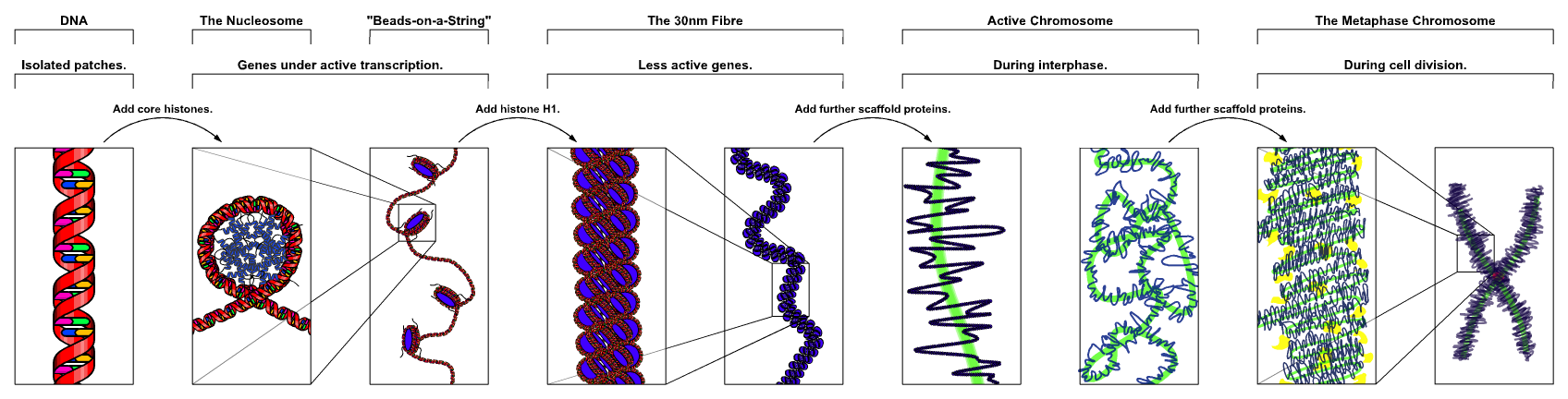
As principais estruturas na compactação do DNA: DNA, o nucleossomo, a fibra "grânulos em um fio" de 10 nm, a fibra de 30 nm e o cromossomo metafásico

### Cromatina interfásica
O empacotamento de DNA em nucleossomos gera uma fibra de 10 nanômetros que pode se condensar ainda mais em fibras de 30 nm. A maior parte da eucromatina nos núcleos de interfase parece estar na forma de fibras de 30 nm. A estrutura da cromatina é o estado mais descondensado, ou seja, a conformação de 10 nm permite a transcrição. 

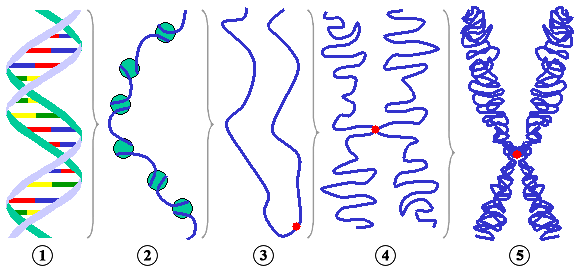
Figura 2:: Diferentes níveis de condensação do DNA. (1) Cadeia de DNA em dupla hélice. (2) Filamento de cromatina (DNA com histonas). (3) Cromatina condensada em interfase com centrômeros. (4) Cromatina condensada em prófase. (Existem agora duas cópias da molécula de DNA) (5) Cromossomo em metáfase.

Durante a interfase (o período do ciclo celular em que a célula não está se dividindo), dois tipos de cromatina podem ser distinguidos:
- Eucromatina, não adquire coloração escura durante a interfase, pode conter sequências repetidas e transpósons, mas geralmente não no mesmo grau que a heterocromatina. Ou seja consiste em DNA ativo, que se pode expressar como proteínas.[28]
- Heterocromatina, adquire coloração escura durante todo o ciclo celular, e é rica em sequências repetidas de DNA e em elementos transponíveis e tem poucos genes codificadores de proteínas, consiste principalmente de DNA inativo. Parece servir a propósitos estruturais durante os estágios cromossômicos. A heterocromatina pode ainda ser distinguida em dois tipos:[28]
  - Heterocromatina constitutiva, que nunca se expressa como proteínas, isto é, nunca é transcrita em RNA e que se encontra localizada à volta do centrômero (contém geralmente sequências repetitivas). Sendo, então, a porção permanentemente condensada da cromatina em todas as células de um organismo.que corresponde a sequências altamente repetitivas do DNA, e mostra-se presente em todas as células do indivíduo.[2]
  - Heterocromatina facultativa, que às vezes é expressa; ou seja, é a parte da heterocromatina que, num organismo, pode estar condensada em algumas células e em outras não. O melhor exemplo de heterocromatina facultativa é o cromossomo X dos mamíferos fêmeas. A condensação de um dos cromossomos X das fêmeas ocorre aleatoriamente. Assim, em algumas células teremos o cromossomo X paterno ativo e o cromossomo X materno inativo, alternando assim sua condensação entre as moléculas, em momentos diferentes da vida do individuo.

### Cromatina metafásica e divisão

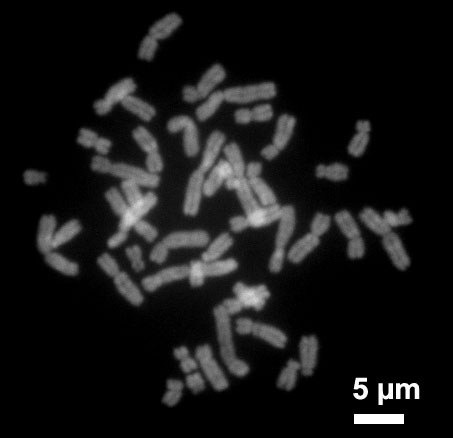
Cromossomos humanos durante a metáfase

A estrutura dos cromossomos varia ao longo do ciclo celular. Os cromossomos podem ser não duplicados (hélices duplas simples), ou duplicados, com duas cópias idênticas, chamadas cromátides irmãs, unidas por um centrômero.
Nos estágios iniciais da mitose e da meiose, a dupla hélice do DNA torna-se cada vez mais condensada, deixando de funcionar como material genético acessível (a transcrição para) e se torna uma forma transportável compacta. Acredita-se que as alças das fibras de cromatina de 30 nm dobrem-se ainda mais para a formar o cromossomo metafásico das células mitóticas, no qual o DNA está condensado quase 10.000 vezes.
Eventualmente, os dois cromatídeos (filamentos de cromatina condensada)  tornam-se visíveis como um cromossoma, ligados no centrômero. Microtúbulos longos associam-se ao centrômero e a dois extremos opostos da célula. Durante a mitose, os microtúbulos separam os cromatídios e puxam-nos em direções opostas, de maneira a que cada célula filha herde um conjunto de cromatídios. Após a divisão das células, os cromatídios se descondensam podem voltar a funcionar como cromatina. Apesar da sua aparência, os cromossomas têm uma estrutura complexa. Por exemplo, os genes com funções similares estão muitas vezes juntos no núcleo, mesmo que estejam bastante distanciados no cromossoma. O curto braço de um cromossoma pode ser esticado por um cromossoma satélite que contém informação para codificar RNA ribossómico.

### Cromossomos humanos

Cromossomos humanos.

Os cromossomos em humanos podem ser divididos em dois tipos: autossomos (cromossomos do corpo) e alossomos (cromossomos sexuais). Certos traços genéticos estão ligados ao sexo de uma pessoa e são transmitidos através dos cromossomos sexuais. Os autossomos contêm o resto da informação hereditária. Todos agem da mesma maneira durante a divisão celular. As células humanas têm 23 pares de cromossomos (22 pares de autossomos e um par de cromossomos sexuais), dando um total de 46 por célula. Além disso, as células humanas possuem muitas centenas de cópias do genoma mitocondrial.
A massa dos cromossomos humanos, medida com raios-X em 2021, é cerca de 20 vezes mais pesada do que o DNA que eles continham - uma massa muito maior do que o esperado anteriormente, sugerindo que pode haver componentes ausentes ainda a serem descobertos.

## Números de cromossomos em diferentes espécies
| Espécie   | 2n de cromossomos |  | Espécie   | 2n de cromossomos |
| Drosófila | 8                 |  | Humano    | 46                |
| Centeio   | 14                |  | Chimpanzé | 48                |
| Coelho    | 44                |  | Ananás    | 50                |
| Cobaia    | 16                |  | Ovelha    | 54                |
| Avoante   | 16                |  | Cavalo    | 64                |
| Caracol   | 24                |  | Galo      | 78                |
| Minhoca   | 32                |  | Carpa     | 104               |
| Porco     | 40                |  | Borboleta | 380               |
| Trigo     | 42                |  | Samambaia | >1200             |

Cada espécie em particular possui um número de cromossomas característico (Tabela 1). As espécies que se reproduzem assexuadamente têm um conjunto de cromossomas, que é igual em todas as células do corpo. As espécies que se reproduzem sexuadamente têm células somáticas, que são diplóides [2n] (têm dois conjuntos de cromossomas, um proveniente da mãe e outro do pai) ou poliplóides [Xn] (têm mais do que dois conjuntos de cromossomas). Além das células somáticas, os organismos que se reproduzem sexuadamente possuem os gametas (células reprodutoras), que são haplóides [n] (têm apenas um conjunto de cromossomas). Os gametas são produzidos por meiose de uma célula diplóide da linha germinativa. Durante a meiose, cromossomas semelhantes de origem materna e paterna (por exemplo o cromossoma 1 de origem materna com o cromossoma 1 de origem paterna) podem trocar pequenas partes de si próprios (crossing-over), e assim criar novos cromossomas que não foram herdados unicamente de um dos progenitores (podendo criar, por exemplo, um cromossoma 1 que apresenta regiões provenientes do cromossoma 1 de origem materna junto com outras regiões do cromossoma 1 de origem paterna). Quando um gameta masculino e um gâmeta feminino se unem (fertilização), forma-se um novo organismo diplóide.

## Cariótipo
Cariótipo é a constituição cromossômica de uma célula ou indivíduo. Para determinar o número (diplóide) de cromossomas de um organismo, as células podem ser fixadas em metáfase in vitro com colchicina. Estas células são então coradas (o nome cromossoma foi dado pela sua capacidade de serem corados), fotografadas e dispostas num cariótipo (um conjunto ordenado de cromossomas). Tal como muitas espécies com reprodução sexuada, os seres humanos têm cromossomas sexuais especiais (X e Y), que são diferentes dos autossomas. Estes últimos têm como finalidade definir as funções corporais. Os cromossomas sexuais nos seres humanos são XX nas fêmeas e XY nos machos. Nas fêmeas, um dos dois cromossomas X está inactivo e pode ser visto em microscópio num formato característico que foi chamado corpos de Barr.
Na metáfase mitótica, todos os 46 cromossomos são constituídos de duas cromátides-irmãs idênticas. Quando corados apropriadamente, cada cromossomo duplicado pode ser reconhecido pelo tamanho, formato e padrão das bandas. Para análise citológica, as dispersões metafásicas bem coradas são fotografadas e, depois, a imagem de cada cromossomo é recortada, combinada com seu parceiro para formar pares homólogos, que são organizados em ordem decrescente de tamanho em um quadro, esse quadro de cromossomos é denominado cariótipo (termo originado do grego que significa "núcleo", em referência ao conteúdo do núcleo).